# Овсяновская Дорога
Овсяновская Дорога — посёлок в Кирсановском районе Тамбовской области России. Входит в состав Уваровщинского сельсовета.

## География
Посёлок находится в восточной части Тамбовской области, в лесостепной зоне, в пределах Окско-Донской равнины, к северу от автодороги межмуниципального значения 68К-023 и к северо-востоку от города Кирсанов, административного центра района.
Климат
Климат характеризуется как умеренно континентальный с недостаточным и неустойчивым увлажнением. Среднегодовое количество осадков составляет 470—510 мм. Средняя температура января составляет −11,3 °С, июля — +20,4 °С.
Часовой пояс
Посёлок Овсяновская Дорога, как и вся Тамбовская область, находится в часовой зоне МСК (московское время). Смещение применяемого времени относительно UTC составляет +3:00.

## Население
| 2010 |
| ---- |
| 1471 |

Половой состав
По данным Всероссийской переписи населения 2010 года, в гендерной структуре населения мужчины составляли 45,7 %, женщины — соответственно 54,3 %.
Национальный состав
Согласно результатам переписи 2002 года, в национальной структуре населения русские составляли 99 % из 1543 чел.

## Улицы
| - ул. Берёзовая, - ул. Виноградная, - ул. Воронежская, - ул. Высоцкого, - ул. Есенина, | - ул. Забарачная, - ул. Курская, - ул. Липецкая, - ул. Майская, - ул. Мелиораторов, | - ул. МСО, - ул. Рябиновая, - ул. Рязанская, - ул. Сиреневая, - ул. Смоленская. |